# Schriftgenerator

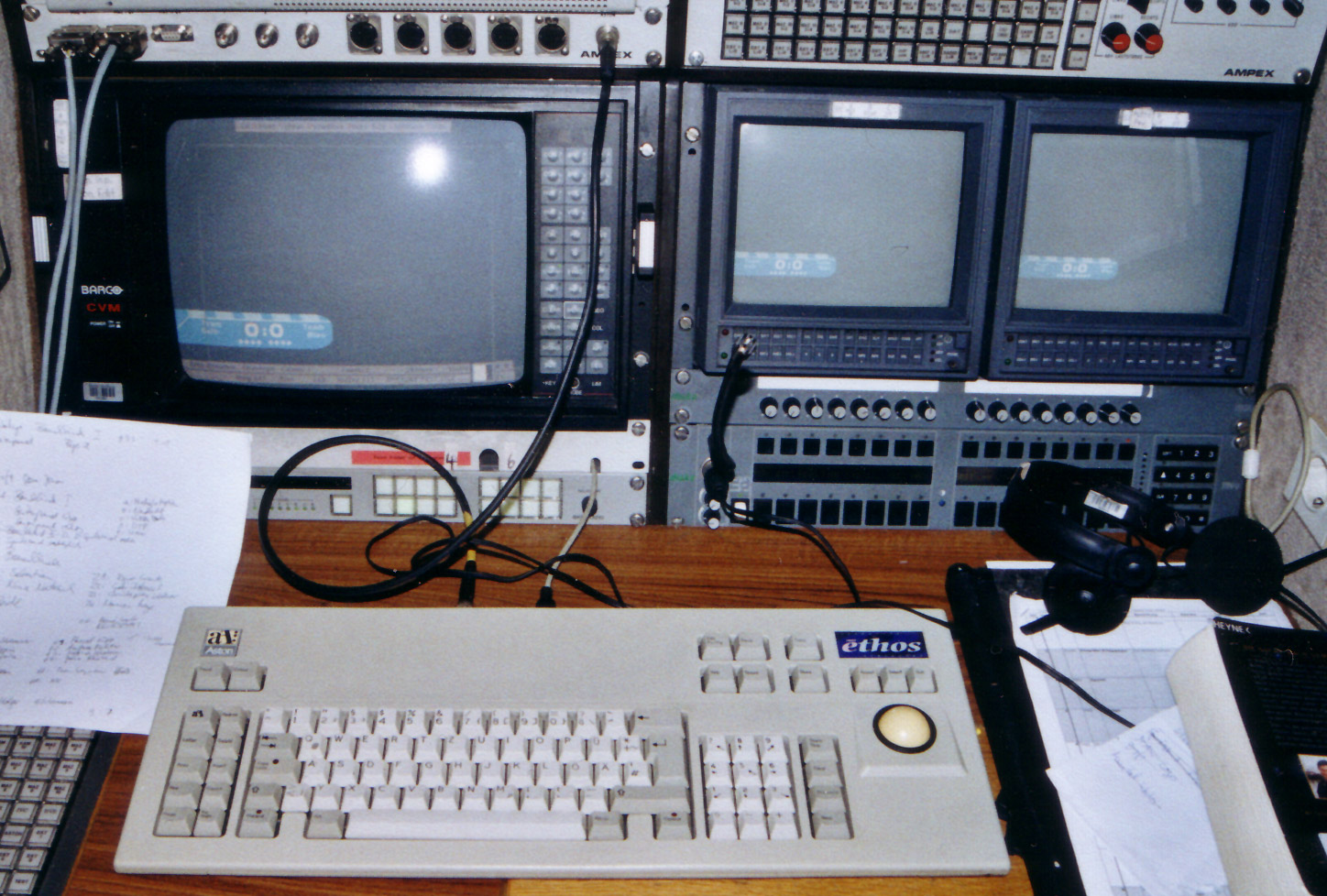
Monitor und Tastatur eines „Aston Ethos“-Schriftgenerators

Ein Schriftgenerator ist ein Computer, dessen Hauptaufgabe es ist, gesetzte Texte in ein Videosignal umzuwandeln. Er findet bei Einblendungen in Fernsehsendungen wie Bauchbinden oder Abspännen Anwendung und ist damit Teil des On Air Designs eines Fernsehsenders.
Weiter ist es z. B. bei Sportübertragungen üblich, externe Datenquellen wie Zeitmesseinrichtungen an den Schriftgenerator anzuschließen, der die Daten ohne Eingriff eines Operators in Bildschirmgrafiken umsetzt.

## Geschichte

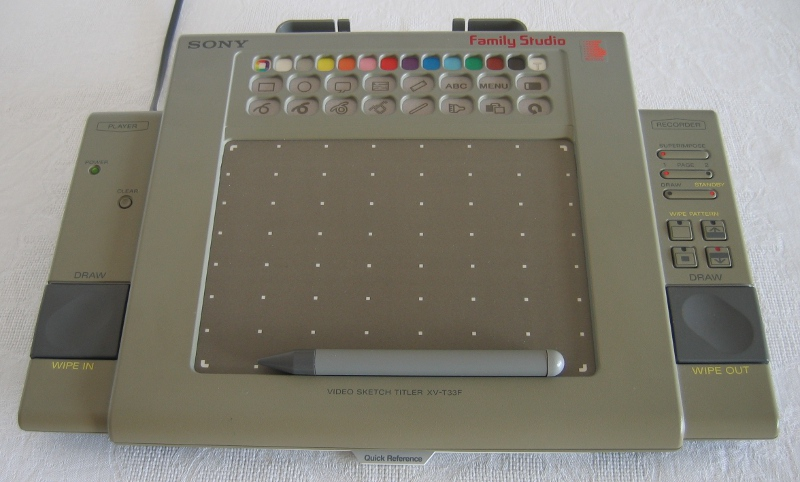
Hardware-Titelgenerator für Heim- und semiprofessionelle Anwendung (1994; die Bedienung erfolgt über einen Stift auf einer Zeichenfläche)

Bereits vor der Einführung der Computertechnik erhielten Filme und Fernsehsendungen Vor- oder Abspänne, in denen die beteiligten Personen und Unternehmen aufgeführt waren. In erster Linie waren das per Hand gemalte Tafeln, die von einer Film- oder Fernsehkamera abgefilmt wurden und erst später in das fertige Produkt hineingeschnitten wurden.
Nach und nach kam es aber in der Filmtricktechnik in Mode, den Titel mit Hilfe einer optischen Bank in das bewegte Filmbild zu kopieren. Dabei handelte es sich jedoch um einen photographischen Effekt, der bei dem elektronischen Medium Video nur sehr umständlich realisierbar war.
Nach Einführung der Keying-Technik wurden die Titel auf speziellen Karten oder Folien aufgemalt und von einer Kamera abgefilmt. Dieses Kamerabild wurde dann mit dem eigentlichen Bildsignal elektronisch gemischt. Roll- oder Kriechtitel wurden durch Abfilmen eines auf einer Rolle aufgetragenen Textes realisiert. Ein Beispiel dafür findet man in der populären Fernsehsendung Dinner for One. Für komplexere Animationen kam der Legetrick zum Einsatz, der vorproduziert werden musste.
Die Erfindung eines computergestützten Systems stellte daher eine erhebliche Vereinfachung dar, da die Titel nun kostengünstig und zeitsparend erstellt, flexibel bearbeitet und für spätere Verwendung relativ einfach gespeichert werden konnten.

## Technik

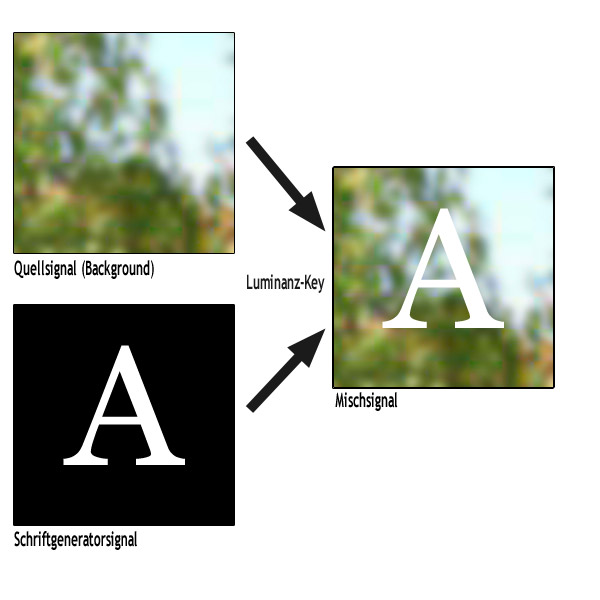
Beispiel für einen Luminanz-Key

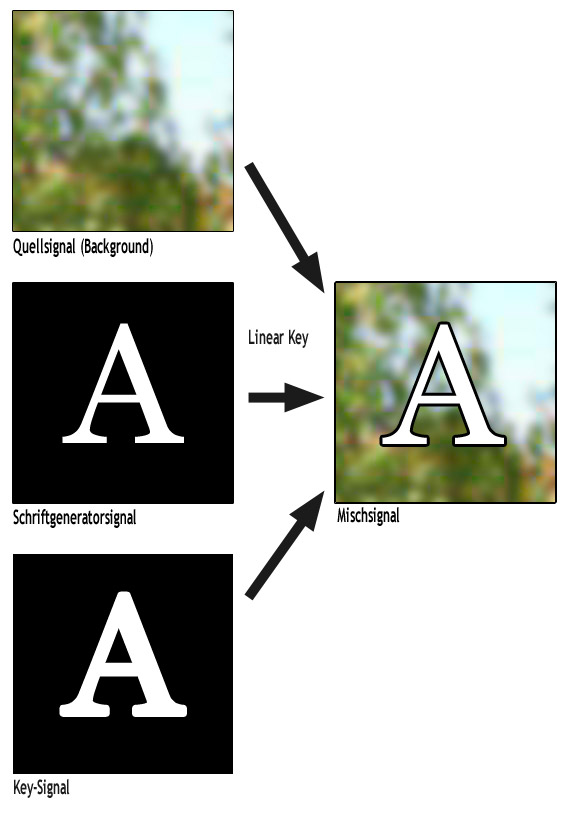
Beispiel für einen Linear-Key

Schriftgeneratoren sind oftmals speziell aufgebaute Computer, deren Hardware besondere Anforderungen an Stabilität und Signalqualität erfüllen muss. Häufig wird der Schriftgenerator als komplettes Paket aus Software und spezialisierter Hardware ausgeliefert. Es gibt allerdings auch Schriftgeneratoren, die als Software in bestehenden Videoschnittprogrammen integriert sind, so z. B. bei Adobe Premiere, Avid und Final Cut Pro.
Bei den Hardware-Schriftgeneratoren werden die Texte am Bildschirm gesetzt, als analoges oder digitales Videosignal an einen Bildmischer weitergegeben und dort mit dem Hauptbild, dem Background-Signal, gemischt. Das geschieht meist „live“, also in direktem zeitlichen Zusammenhang mit einer Fernsehsendung oder -produktion.
Damit das Videosignal des Schriftgenerators, das Fill-Signal, das Hintergrundbild nicht komplett verdeckt, muss es gekeyt, also maskiert werden. Dabei wird das Schriftsignal so „zurechtgeschnitten“, dass nur noch seine relevanten Teile, also Buchstaben und Grafiken, im gemischten Signal zu sehen sind. Die technische Einrichtungen für den Key-Vorgang sind heute meist komplett in den Bildmischer integriert.
Für die Einblendung selbst kommt bei den Bildmischern häufig der sogenannte Downstream Key zum Einsatz. Dieser bezeichnet jedoch keine besondere Key-Technik, sondern eine spezielle Komponente des Bildmischers. Dabei wird die Einblendung erst am Ende der Signalkette innerhalb des Bildmischers über das Bild gelegt, nachdem also alle anderen Bildbearbeitungen schon erfolgt sind. Dadurch ist es möglich, vor diesem letzten Bearbeitungsschritt den Cleanfeed abzugreifen. Dabei handelt es sich um ein Bildsignal, dem die Einblendungen des Schriftgenerators fehlen.
Beim Keying können verschiedene Methoden angewendet werden. Häufig geschieht das über einen Luminanz-Key, bei dem die dunkelsten Teile des Schriftgenerator-Signals transparent werden. Das ist jedoch nur sinnvoll, wenn die Schrift relativ hell ist und das Schriftgenerator-Signal keine Partien enthält, die einerseits dunkel, aber auch opak, also nicht transparent sein sollen. Ist die Kontur eines Buchstabens zum Beispiel schwarz, um die Buchstaben auch auf hellen Hintergründen sichtbar zu machen, so würde der Luminanz-Key auch diese Kontur transparent darstellen.
So ist es üblich, mit einem sogenannten Linear Key zu arbeiten: Dabei wird zusätzlich zum eigentlichen Videosignal ein weiteres Signal an den Bildmischer geleitet, das Key-Signal, das die transparenten Teile beschreibt. Dieses Signal ist vergleichbar mit dem Alphakanal in der Bildbearbeitung.
Das Key-Signal muss man sich als voll aufgelöstes Schwarz-Weiß-Fernsehsignal vorstellen. Die Helligkeit eines gegebenen Bildpunktes dieses Signals ist ausschlaggebend für die Transparenz, mit der der korrespondierende Bildpunkt des Fill-Signals über das Background-Signal gelegt wird.
Auf tieferer Ebene basieren alle Schriftgeneratoren auf Zeichengeneratoren, die die prinzipielle Darstellung von (einzelnen) Zeichen auf einem Bildschirm erledigen.

## Entwicklung
Mit der Entwicklung der Technik seit den frühen 1980er Jahren wurde es möglich, auch Grafiken in den gesetzten Text einzubinden, mit mehreren Ebenen zu arbeiten oder die Texte und Grafiken zu animieren. Heute sind die Möglichkeiten, die ein Schriftgenerator bietet, stark gewachsen: So kann man nun auch Videosequenzen einbinden und komplexe 3D-Animationen erzeugen. Damit verbinden sich die Anwendungsbereiche eines Schriftgenerators mit denen eines digitalen Videoeffektgerätes.
Der Commodore Amiga war ein von vornherein auf Videoanwendungen ausgelegtes Computersystem. Vor allem seine Genlock-Fähigkeit – zusammen mit der Overscan-Unterstützung – machte ihn ab Mitte der 1980er Jahre zu einem oft eingesetzten Gerät in Videostudios. Ein eigenes Genlock-Interface führte dem Amiga dabei von außen den Studiotakt zu, synchronisierte dabei den ganzen Computer auf diesen Takt, so dass dessen Videoausgabe problemlos mit anderen Studiosignalen gemischt werden konnte, letzteres oft im Genlock-Interface selbst. Die Art der Einblendung konnte dabei von harter Überlagerung bis zu weicher Einblende variiert werden. So konnten zum ersten Mal mit einfacher Programmierung eines Mikrocomputers (zur Not in BASIC) Effekte wie Einblendungen von Texten in beliebiger Größe, Farbe und Gestaltung und von sonstigen, beliebigen Grafiken – und das alles auf Wunsch auch animiert – mit einem einfachen Tischgerät verwirklicht werden. Eine spezielle Anwendung war lange Zeit die Verwendung von Amigas zur Generierung der Senderlogos in einer der Bildschirmecken.
Heutige PCs sind von ihrer Rechenleistung her durchaus in der Lage, die Arbeit eines Schriftgenerators zu übernehmen. Das gilt allerdings nur unter der Voraussetzung, dass geeignete Erweiterungskarten installiert sind, die ein qualitativ ausreichendes Videosignal zur Verfügung stellen. Üblicherweise handelt es sich dabei um ein SDI-Signal. Die Qualität des Composite-Signals einer normalen Consumer-Grafikkarte ist nicht ausreichend. Auch das qualitativ bessere Komponentensignal muss über eine ausreichende Bandbreite verfügen. Wird der Schriftgenerator in Live-Sendungen eingesetzt, so sind die Anforderungen an die Stabilität und Ausfallsicherheit der Soft- und Hardware außerdem wesentlich höher.
Im Allgemeinen ist zurzeit ein Übergang von den reinen Speziallösungen zu auf PC-Technik aufbauenden Systemen zu erkennen. Ein Beispiel dafür sind die Chyron-Systeme, die unter dem Windows-Betriebssystem laufen, aber weiterhin als Komplettsysteme verkauft werden. Allerdings werden auch PCI-Erweiterungskarten angeboten, mit denen man einen normalen PC zu einem Schriftgenerator aufrüsten kann.